# Seyf Khānlū
Seyf Khānlū (persiska: صَفی خانلوی عُليا, سیف خانلو, Şafī Khānlū-ye ‘Olyā) är en ort i Iran.   Den ligger i provinsen Ardabil, i den nordvästra delen av landet, 500 km nordväst om huvudstaden Teheran. Seyf Khānlū ligger 231 meter över havet och antalet invånare är 106.
Terrängen runt Seyf Khānlū är platt österut, men västerut är den kuperad. Runt Seyf Khānlū är det ganska tätbefolkat, med 104 invånare per kvadratkilometer. Närmaste större samhälle är Gedāylī, 4,8 km nordväst om Seyf Khānlū. Trakten runt Seyf Khānlū består i huvudsak av gräsmarker.